# S'more
S'more són unes postres de foguera populars als Estats Units, Mèxic i el Canadà, formada per un núvol (llepolia) i una capa de xocolata situada entre dues llesques de pa Graham o galeta.

## Etimologia i orígens
S'more és una contracció de la frase "algunes més" (some more en anglès). Una recepta publicada amb anterioritat per a les s'more es troba en un llibre de receptes publicat per l'empresa Campfire Marshmallows als anys vint, on les anomenaven "Sandwich de Cracker Graham". El text indica que la delícia ja era popular tant entre els boy Scout com entre les Girl Scouts. El 1927 es va publicar una recepta de s'mores" a Tramping and Trailing with the Girl Scouts.
El terme contractat "s'mores" apareix conjuntament amb la recepta d'una publicació de 1938 dirigida a les colònies d'estiu. Una recepta de 1956 utilitza el nom de "S'Mores", i enumera els ingredients com "un sandvitx de dues galetes integrals, un núvol torrat i un parell d'unces de xocolata". Un llibre de cuina de Betty Crocker de 1957 conté una recepta similar amb el nom de "s'mores".
La publicació de 1958 Intramural and Recreational Sports for High School and College fa referència a "torrades de núvols" i "s'mores per a excursions" com fa el seu predecessor relacionat, Esports intramurals i recreatius per a homes i dones, publicat el 1949

## Preparació
Els s'mores es cuinen tradicionalment en una foguera, tot i que també es poden fer a casa en un forn, en un microones o amb un equip de confecció de s'mores. Es torra un núvol sobre la flama de la foguera, generalment sostingut per un pinxo metàl·lic o fusta, fins que queda daurat. Tradicionalment, el núvol no s'arriba a cremar, però això varia segons la preferència individual i el temps de cocció: els núvols poden anar des de poc calents fins a ben torrats. A continuació, s'aixafa entre dues meitats d'una galeta cracker de graham i un tros de xocolata (o amb xocolata a la part superior i inferior). Es pot seguir un pas addicional, en què l'entrepà complet s'embolica en paper i s'escalfa de manera que la xocolata es fonga parcialment.
Sovint es venen diversos dolços que contenen galetes cracker de graham, xocolata i núvols com a derivat d'un s'mores, però no s'escalfen ni serveixen de la mateixa manera que les tradicionals s'mores.

Diferents preparacions de s'mores en diverses cafeteries: 

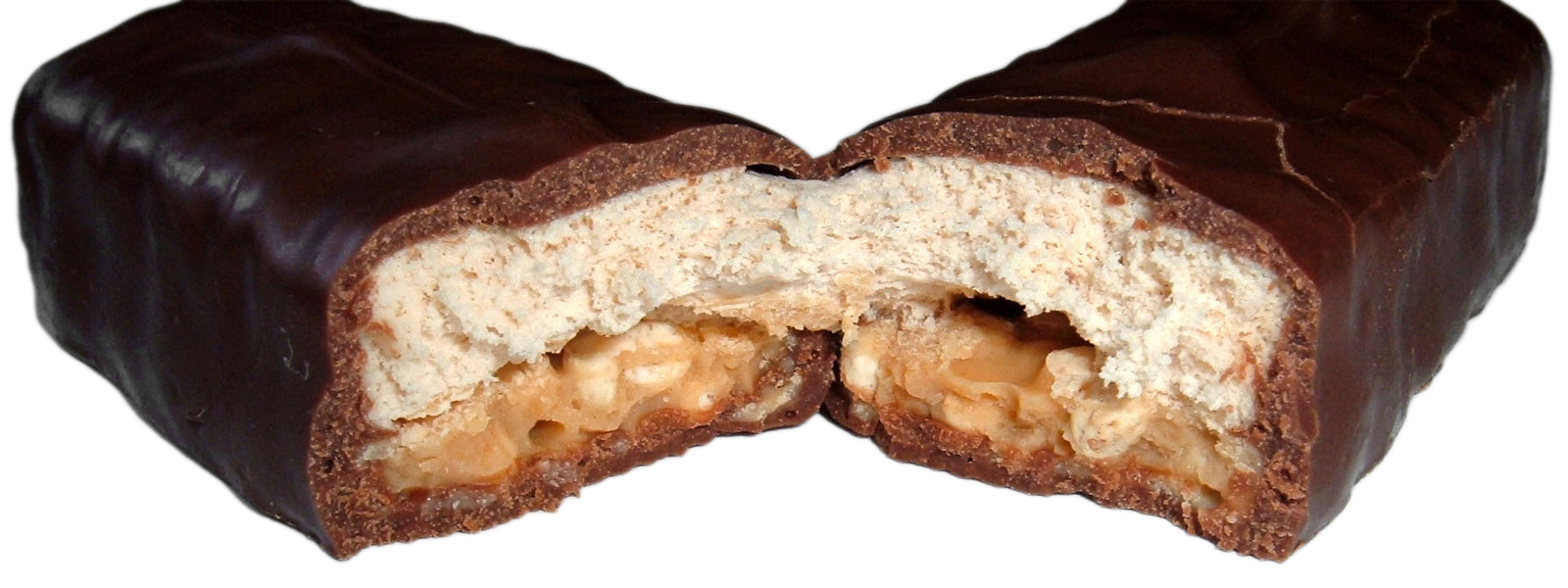
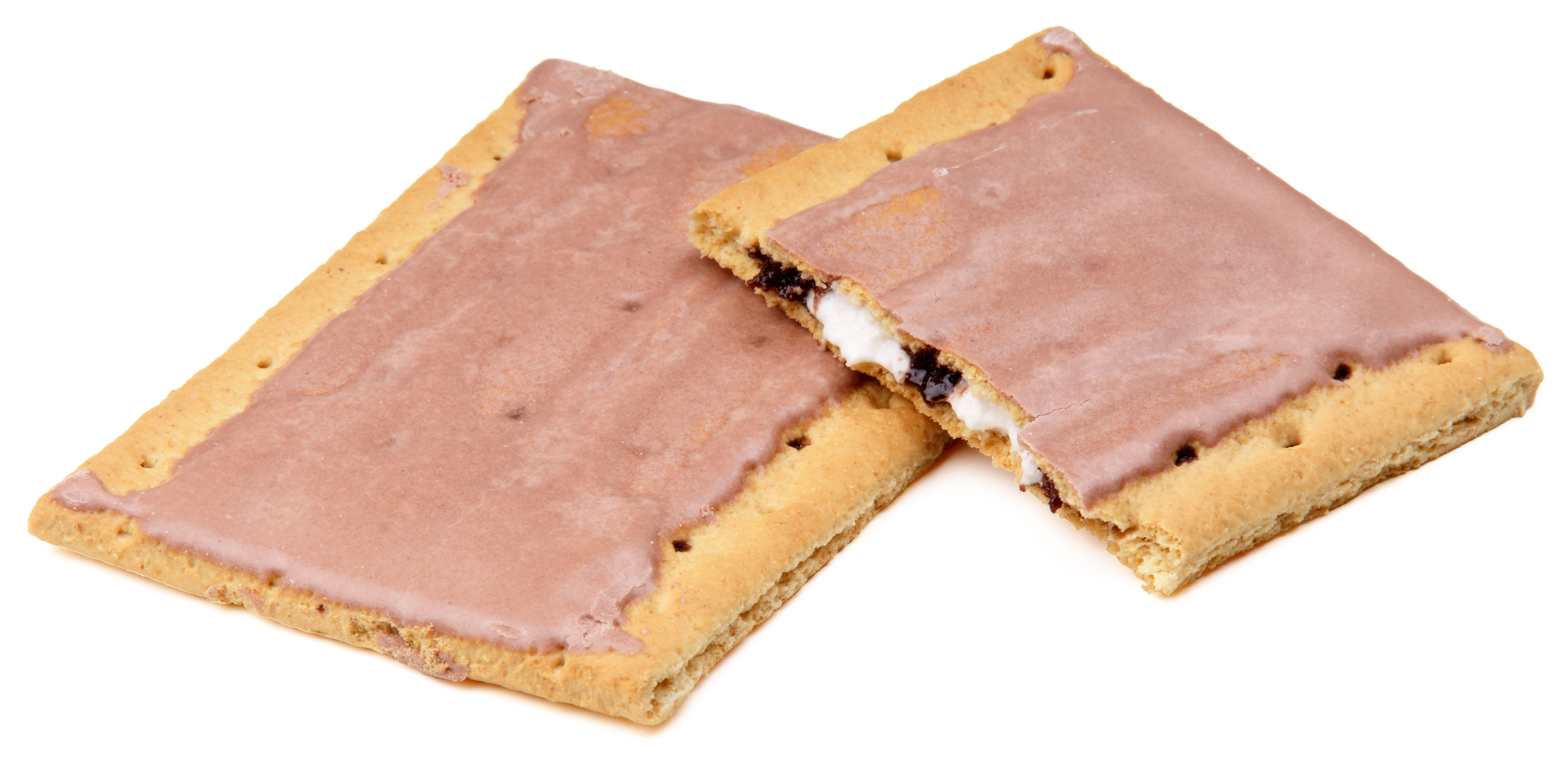